# Cleveland Browns 1957
La stagione 1957 dei Cleveland Browns è stata l'ottava della franchigia nella National Football League, la 121ª complessiva. Dopo avere mancato i playoff per la prima volta nella sua storia la stagione precedente, la squadra si riprese, terminando la stagione regolare con un record di 9-2-1 e facendo ritorno in finale, dove perse contro i Detroit Lions. Questa fu la prima stagione del running back Hall of Famer Jim Brown, che corse 921 yard (leader della NFL) e 9 touchdown.

## Calendario
| Stagione regolare |              |                        |           |          |
| Turno             | Data         | Avversario             | Risultato | Pubblico |
| 1                 | 29 settembre | New York Giants        | V 6–3     | 58,095   |
| 2                 | 5 ottobre    | at Pittsburgh Steelers | V 23–12   | 35,570   |
| 3                 | 13 ottobre   | Philadelphia Eagles    | V 24–7    | 53,493   |
| 4                 | 20 ottobre   | at Philadelphia Eagles | S 17–7    | 22,443   |
| 5                 | 27 ottobre   | at Chicago Cardinals   | V 17–7    | 26,341   |
| 6                 | 3 novembre   | Washington Redskins    | V 21–17   | 52,936   |
| 7                 | 10 novembre  | Pittsburgh Steelers    | V 24–0    | 53,709   |
| 8                 | 17 novembre  | at Washington Redskins | P 30–30   | 27,722   |
| 9                 | 24 novembre  | Los Angeles Rams       | V 45–31   | 65,407   |
| 10                | 1 dicembre   | Chicago Cardinals      | V 31–0    | 40,525   |
| 11                | 8 dicembre   | at Detroit Lions       | S 20–7    | 55,814   |
| 12                | 15 dicembre  | at New York Giants     | V 34–28   | 54,294   |

### Playoff
| Playoff |             |                  |           |        |                |          |         |
| Turno   | Data        | Avversario       | Risultato | Record | Stadio         | Pubblico | Sintesi |
| Finale  | 29 dicembre | at Detroit Lions | S 14–59   | 0–1    | Briggs Stadium | 55,263   | Recap   |

## Classifiche
| NFL Eastern Conference |   |   |   |      |       |     |     |     |
|                        | V | S | P | %    | CONF  | PF  | PS  | STR |
| Cleveland Browns       | 9 | 2 | 1 | .818 | 8–1–1 | 269 | 172 | V1  |
| New York Giants        | 7 | 5 | 0 | .583 | 6–4   | 254 | 211 | S3  |
| Pittsburgh Steelers    | 6 | 6 | 0 | .500 | 5–5   | 161 | 178 | V1  |
| Washington Redskins    | 5 | 6 | 1 | .455 | 4–5–1 | 251 | 230 | V3  |
| Philadelphia Eagles    | 4 | 8 | 0 | .333 | 4–6   | 173 | 230 | S2  |
| Chicago Cardinals      | 3 | 9 | 0 | .250 | 2–8   | 200 | 299 | S1  |

Note: I pareggi non venivano conteggiati ai fini della classifica fino al 1972.